# Unione Sportiva Vezio Parducci Viareggio 1931-1932
Questa pagina raccoglie i dati riguardanti l'Unione Sportiva Vezio Parducci Viareggio nelle competizioni ufficiali della stagione 1931-1932.

## Stagione
6ª edizione del terzo livello del campionato italiano di calcio. 

## Rosa
| N. |                   | Ruolo | Calciatore                |
| -- | ----------------- | ----- | ------------------------- |
|    | Italia (bandiera) | D     | Fabio Baldini             |
|    | Italia (bandiera) | D     | Luciano Barsella          |
|    | Italia (bandiera) | A     | Mario Bertolucci          |
|    | Italia (bandiera) | C     | Giovanni Bertuccelli      |
|    | Italia (bandiera) | D     | Lisandro Bertuccelli      |
|    | Italia (bandiera) | C     | Carlo Biagi               |
|    | Italia (bandiera) | C     | Leone Della Latta         |
|    | Italia (bandiera) | D     | Egisto Giorgetti (I)      |
|    | Italia (bandiera) | C     | Luciano Giorgetti         |
|    | Italia (bandiera) | A     | Salvatore Giorgetti (III) |

| N. |                   | Ruolo | Calciatore          |
| -- | ----------------- | ----- | ------------------- |
|    | Italia (bandiera) | A     | Gino Lemmetti       |
|    | Italia (bandiera) | A     | Elio Micheli        |
|    | Italia (bandiera) | D     | Luciano Patalani    |
|    | Italia (bandiera) | A     | Saverio Puccinelli  |
|    | Italia (bandiera) | C     | Vinicio Viani       |
|    | Italia (bandiera) | C     | Mameli Viani (I)    |
|    | Italia (bandiera) | D     | Carlo Zappelli (II) |
|    | Italia (bandiera) | P     | Pietro Zappelli (I) |
|    | Italia (bandiera) | D     | Giacomo Zappelli    |
|    | Italia (bandiera) | C     | Euro Riparbelli     |